# Wojciech Żukowski (polityk)
Wojciech Sławomir Żukowski (ur. 7 października 1964 w Wyszkowie) – polski polityk, nauczyciel i samorządowiec, w latach 2005–2007 wojewoda lubelski, od 2010 burmistrz Tomaszowa Lubelskiego, poseł na Sejm VI kadencji.

## Życiorys
Ukończył studia na Wydziale Nauk Humanistycznych Katolickiego Uniwersytetu Lubelskiego (ze specjalnością historia), pracował w administracji oświatowej. Był m.in. dyrektorem szkoły podstawowej w Majdanie Wielkim (1990–1995), wicekuratorem oświaty w Zamościu (1998), dyrektorem Zamojskiej Delegatury Kuratorium Oświaty w Lublinie (1999–2001), lubelskim kuratorem oświaty (2001–2002). Pełnił funkcję wiceprzewodniczącego rady Fundacji Wspierania Rozwoju Wydziału Zamiejscowego Nauk Prawnych i Ekonomicznych Katolickiego Uniwersytetu Lubelskiego w Tomaszowie Lubelskim. W latach 2002–2005 był przewodniczącym rady miasta w Tomaszowie.
Działacz Akcji Katolickiej. W latach 1998–2001 był członkiem Ruchu Społecznego AWS, a w 2001 został pełnomocnikiem Prawa i Sprawiedliwości w powiecie tomaszowskim.
7 grudnia 2005 został powołany na stanowisko wojewody lubelskiego. W wyborach parlamentarnych w 2007 uzyskał mandat posła na Sejm VI kadencji z listy Prawa i Sprawiedliwości, otrzymując w okręgu chełmskim 16 196 głosów. W związku z wyborem na posła, 31 października, podał się do dymisji z funkcji wojewody. Od listopada 2007 do marca 2009 wchodził w skład Rady Służby Publicznej. W 2009 bez powodzenia kandydował do Parlamentu Europejskiego. Rok później został wybrany na urząd burmistrza Tomaszowa Lubelskiego. W 2014, 2018 i 2024 uzyskiwał reelekcję w wyborach samorządowych, wygrywając każdorazowo w pierwszej turze.
W 2020 został prezesem zarządu nowo utworzonego Stowarzyszenia Samorządów Euroregionu „Roztocze”.

## Odznaczenia i wyróżnienia
W 2015 otrzymał Złoty Krzyż Zasługi, a w 2021 Krzyż Kawalerski Orderu Odrodzenia Polski. Został odznaczony także m.in. Medalem Komisji Edukacji Narodowej, Złotą Odznaką Akcji Katolickiej, Zasłużony dla Kultury Polskiej, medalem „Z sercem do żołnierza” oraz odznaką honorową „Zasłużony dla Światowego Związku Żołnierzy Armii Krajowej”.